# روجر هانسون (لاعب هوكي الجليد)
روجر هانسون (بالسويدية: Roger Hansson)‏ هو لاعب هوكي الجليد سويدي، ولد في 13 يوليو 1967 في هلسينغبورغ في السويد.

## وصلات خارجية
- روجر هانسون على موقع دوري الهوكي الوطني (الإنجليزية)
- روجر هانسون على موقع EliteProspects.com (الإنجليزية)
- روجر هانسون على موقع Eurohockey.com (الإنجليزية)
- روجر هانسون على موقع HockeyDB.com (الإنجليزية)
- روجر هانسون على موقع أوليمبيديا (الإنجليزية)
- روجر هانسون على موقع اللجنة الأولمبية السويدية (السويدية)